# Love Records
Love Records was een Fins platenlabel, dat onder meer rockmuziek, jazz, politieke songs en etnische muziek uitbracht. Het was in de jaren zeventig een belangrijk label voor de ontwikkeling van de Finse rockmuziek. Het label werd in oktober 1966 opgericht door journalist Atte Blom, jazzdrummer Christian Schwindt en (onder meer) componist Henrik Otto Donner. Het label ging in 1979 bankroet.
De eerste plaat op het label was een album met liedjes van Kaj Chydenius, gezongen door onder meer Kaisa Korhonen en Vesa-Matti Loiri. Een van de belangrijkste groepen in de vroege jaren van het label was de rockband Blues Section, waar later groepen als Wigwam en Tasavallan Presidentti uit voortkwamen. In de jaren zeventig kwamen de belangrijkste Finse rockmusici hierop uit: van Suomen Talvisota 1939-1940 en Pekka Streng tot en met Kaseva en de vader van de Finse underground, M.A. Numminen. Later dat decennium kwamen er punk en new wave-musici en groepen op uit, zoals Maukka Perusjätkä en Pelle Miljoona Oy, een band van de latere Hanoi Rocks-gitarist Andy McCoy. Ook verschenen er politieke platen, vaak met nummers in de traditie van Bertolt Brecht en Kurt Weill. Het laatste album van Love Records was een plaat van Kari Peitsamo. Na het einde van Love Records richtte Atte Blom een nieuw label op, Johanna Kustannus.
In 2005 verscheen een boek over de geschiedenis van het label, Love Records 1966-1979, geschreven door Miska Rantanen.